# 불꽃밴드
《불꽃밴드》는 2023년에 MBN에서 방송된 밴드 경연 프로그램이다.